# Estadio Iván Elías Moreno
Das Estadio Iván Elías Moreno ist ein Fußballstadion im Distrikt Villa El Salvador der peruanischen Hauptstadt Lima. Die Anlage fasst bis zu 13.773 Zuschauer und ist die Heimspielstätte des Fußballvereins Deportivo Municipal aus der Liga 2, nachdem der Verein 2023 aus der Liga 1 abgestiegen war.

## Geschichte
Der Platz, auf dem sich die Sportstätte jetzt befindet, wurde viele Jahre lang von lokalen Amateurmannschaften genutzt, bevor das Stadion gebaut wurde. Das Stadion ist nach Iván Elías Moreno benannt, einem jungen Mann aus Villa El Salvador, der erstochen wurde, als er versuchte, einen Teenager vor einem Raubüberfall zu schützen. Während seiner dritten Amtszeit entschied der Bezirksbürgermeister Michel Azcueta, das Stadion zu Ehren von Moreno zu benennen, der sein Schüler gewesen war, als der Bürgermeister noch als Lehrer in dem Bezirk tätig war.
Das Eröffnungsspiel fand zwischen Defensor Villa del Mar und Guardia Republicana in der Saison 2002 der Liga 2 statt, wobei das Heimteam mit 4:0 gewann. Defensor Villa del Mar trug seine Heimspiele bis 2006 in diesem Stadion aus, als der Verein in die Copa Perú abstieg. Weitere drei bedeutende Teams trugen ihre Heimspiele in diesem Stadion aus. Estudiantes de Medicina spielte 2006 ein Spiel in diesem Stadion. 2008 gewann Raymondi Cashapampa die Liga Provincial de Lima, während es seine Heimspiele in diesem Stadion austrug.
Seit 2013, unter der Leitung des Präsidenten von Deportivo Municipal, Samuel Astudillo, wurde eine Vereinbarung mit der Gemeinde Villa El Salvador getroffen, dass Deportivo Municipal seine Heimspiele in der Segunda División in diesem Stadion austrägt. Im Jahr 2015 wurde die Vereinbarung zwischen dem Präsidenten von Deportivo Municipal, Óscar Vega Bonadona, und dem Bürgermeister von Villa El Salvador, Guido Iñigo, geändert, um dem Deportivo Municipal das Estadio Iván Elías Moreno für drei Jahre zu überlassen, damit es in der Primera División spielen kann. Seit dieser Zeit wird das Estadio Iván Elías Moreno von den Fans von Deportivo Municipal auch El Tacho genannt, in Anspielung auf den Spitznamen „basureros“ (deutsch Müllmänner), den die Fans dieses Vereins tragen.